# Xenochlorodes pallida
Xenochlorodes pallida är en fjärilsart som beskrevs av W. Warren 1897. Xenochlorodes pallida ingår i släktet Xenochlorodes och familjen mätare. Inga underarter finns listade i Catalogue of Life.